# Estación de Les Carolines-Fira (Metrovalencia)
Les Carolines-Fira es una estación de la línea 2 de Metrovalencia ubicada en Benimàmet. Fue inaugurada el 8 de octubre de 1988 siendo estación de superficie. En el año 2011 fue reinaugurada ya que pasó a ser estación subterránea junto con la de Benimàmet.
Consta de dos vías separadas por un andén.
El acceso se encuentra en la Avenida de la Estación.